# Патарая, Георгий Теймуразович
Георгий Теймуразович Патарая (род. 28 апреля 1996 года) — российский акробат.

## Карьера
Тренер — Владимир Гургенидзе.
Спортсмен-инструктор Центра паралимпийских, сурдлимпийских и неолимпийских видов спорта Московской области (тренеры Теймураз Гургенидзе и Лариса Гургенидзе-Таваркеладзе).
Приказом министра спорта РФ № 16-нг от 27 августа 2012 г.  присвоено спортивное звание Мастер спорта России.
В 2015 году в г. Баку на первых Европейских играх Георгий и его партнёрша Марина Чернова завоевали три золотые награды.
Чемпион Всемирных игр 2017 года по спортивной акробатике в паре с Мариной Черновой.